# Antananadava
Antananadava is een plaats en commune in het noorden van Madagaskar, behorend tot het district Mandritsara, dat gelegen is in de regio Sofia. Tijdens een volkstelling in 2001 telde de plaats 11.216 inwoners.
De plaats biedt enkel lager onderwijs aan. 95,75 % van de bevolking werkt als landbouwer, 4 % houdt zich bezig met veeteelt en 0,25 % verdient zijn brood als visser. Het belangrijkste landbouwproduct is rijst; andere belangrijke producten zijn pinda's, mais en maniok.